# Муцуре
Муцуре — кайбокан (фрегат) Імперського флоту Японії, який брав участь у Другій світовій війні.
Корабель, який належав до типу «Еторофу» (А модифікований), спорудили у 1943 році на верфі Hitachi Zosen у Сакураджимі (Осака).
Після короткочасних тренувань «Муцуре» включили до складу Четвертого флоту, що мав головну базу в Океанії на атолі Трук (центральна частина Каролінських островів). 21—30 серпня 1943-го корабель пройшов з Йокосуки на Трук у охороні конвою № 3821A.
2 вересня 1943-го «Муцуре» вийшов з Труку назад до Йокосуки з конвоєм № 4902. Тієї ж доби за дві години по опівдні загін уже перебував за сотню кілометрів на північ від Труку, коли «Муцуре» виявив сонаром американський підводний човен «Снапер», який зближався для атаки на конвой. Японський корабель розпочав атаку глибинними бомбами, після чого «Снапер» випустив по фрегату три торпеди з дистанції менш ніж дев'ять сотень метрів. Одразу дві торпеди влучили в ціль, що призвело до швидкої загибелі «Муцуре» та 46 членів екіпажу.